# مجموعة النتروجين
| المجموعة | 15     |
| الدورة   |        |
| 2        | 7 N    |
| 3        | 15 P   |
| 4        | 33 As  |
| 5        | 51 Sb  |
| 6        | 83 Bi  |
| 7        | 115 Mc |

مجموعة النتروجين (تعرف هذه المجموعة أيضا بمجموعة النكتوجين Pnictogen) هي عناصر المجموعة الخامسة عشر الموجودة بالجدول الدوري للعناصر (طبقا لشكل الاتحاد الدولي للكيمياء البحتة والتطبيقية) وهذه العناصر تتميز بوجود 5 إلكترونات في غلاف الطاقة الخارجي لها، ويوجد 2 إلكترون في المستوى الفرعي s، و3 إلكترونات في المستوى الفرعي p.
أهم عنصر في هذه المجموعة هو النيتروجين، وهو ثنائي الذرة، كما أنه من العناصر الأساسية في تركيبة الهواء.

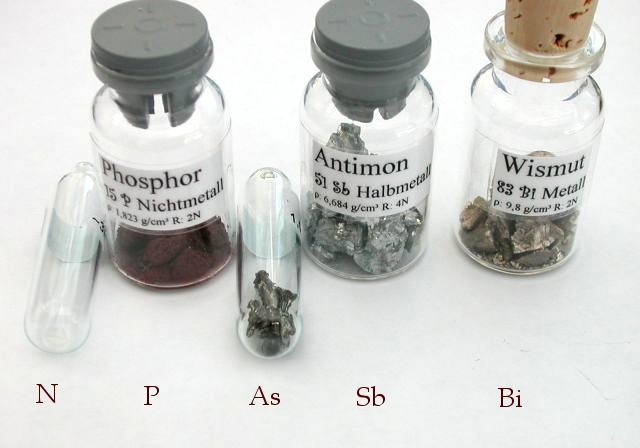
عناصر مجموعة النتروجين

وتتكون المجموعة من :
- نتروجين
- فوسفور
- زرنيخ
- أنتيمون
- بزموث
- موسكوفيوم